# ГЕС Da Foz Do Rio Clara
ГЕС Da Foz Do Rio Clara — гідроелектростанція на сході Бразилії у штаті Гояс. Знаходячись після ГЕС Barra dos Coqueiros, становить нижній ступінь каскаду на Ріо-Кларо (права притока Парани, що впадає до її верхньої течії Паранаїби між ГЕС Сан-Сіман та Ілля-Солтейра). Можливо також відзначити, що існує проєкт спорудження вище від ГЕС Da Foz Do Rio Clara ще однієї станції Ітагуачу.
Для роботи ГЕС річку перекрили комбінованою земляною та кам'яно-накидною греблею висотою 42 метри та довжиною 760 метрів, на спорудження якої пішло 1,15 млн м3 матеріалу (в т. ч. 0,2 млн м3 для кам'яно-накидної частини). Крім того, зведення споруд ГЕС потребувало 138 тис. м3 бетону. Гребля утримує сховище з площею поверхні 7,7 км2 та об'ємом 95 млн м3 (корисний об'єм 65 млн м3), в якому можливе коливання рівня поверхні між позначками 328 та 354 метри НРМ.
Інтегрований у греблю машинний зал обладнали двома турбінами типу Каплан загальною потужністю 68,4 МВт, які працюють при напорі у 42 метри та мають проєктне річне виробництво близько 360 млн кВт·год електроенергії.
Видача продукції відбувається за допомогою ЛЕП, розрахованої на роботу під напругою 138 кВ.